# Akiruno
Akiruno (jap. あきる野市 Akiruno-shi) – miasto w prefekturze metropolitarnej  Tokio, Japonia. Ma powierzchnię 73,47 km². W 2020 r. mieszkało w nim 79 366 osób, w 31 791 gospodarstwach domowych  (w 2010 r. 80 877 osób, w 29 324 gospodarstwach domowych).

## Historia
Zostało utworzone w 1995 roku poprzez połączenie miast: Akigawa i Itsukaichi.